# Kelemen Antal
Kelemen Antal (Koros, 1708. január 15. – Kolozsvár, 1760. szeptember 14.) teológus, jezsuita áldozópap és tanár.

## Élete
Tizenhat éves korában, a negyedik fogadalom letételével Ausztriában lépett a rendbe. Előbb Budán bölcseletet tanított, azután Egerben, Nagyszombatban és Győrben tíz éven keresztül teológiát adott elő, végül Kolozsvárott az iskola felsőbb osztályának és a Padányi Biró Márton veszprémi püspök által újjászervezett nyomdának az igazgatója volt.

## Művei
- Epigrammatum liber primus. Cassoviae, 1735
- Exercitatio rhetorica extemporalis supr obitu ser. principis Eugenii. Tyrnaviae, 1736
- Elegiae quibus nonnullorum europae regnorum clades, a fiagrantis incendio belli factae deplorantur. Cassoviae, 1737
- Panegyricus S. Francisco Xaverio dictus. Tyrnaviae, 1737
- Oratio de SS. Virginis intemerato conceptu. Uo. 1738